# 山田美保
山田 美保（やまだ みほ、1972年7月6日 - ）は、日本の元アナウンサー。

## 来歴
茨城県日立市出身。共立女子大学卒業。
大学を卒業後、1996年10月の開局を控えていた岩手朝日テレビ (IAT) に6月1日付で入社。西村正行、伊波伴准、土岐聡子、高橋香有とともに同局のアナウンサー兼報道記者の1期生となる。情報番組や報道番組のほかに夏の高校野球岩手大会実況中継も担当し、岩手県の野球中継では初の女性実況担当者となった。2003年には第2回ANNアナウンサー賞の「原稿のあるもの部門」で奨励賞を受賞したが、2004年9月30日付で同局を退社した。
それから1年半後の2006年4月にTVQ九州放送 (TVQ) に入社。『九州経済NOW』のキャスターを務めるが、韓国・ソウルへ語学留学するために2008年3月いっぱいで同局を退社した。

## 担当番組

### 岩手朝日テレビ
- フレッシュモーニング - リポーター[2]
- IATきらめきワイド - お天気コーナー担当[2]
- IATスーパーJチャンネル - お天気コーナー担当、リポーター、メインキャスター[2]
- ウィークリーいわて - リポーター[2]
- IATスーパーJチャンネル 活金情報局[2]
- みなみらんぼう岩手山に登る - リポーター[5]
- 夏の高校野球岩手大会実況中継 - 実況担当[5]
- 八波一起のTVイーハトーブ（東日本放送）

### TVQ九州放送
- 九州経済NOW - キャスター
- 速ホゥ!FUKUOKA - 不定期出演